# 尾崎彰春
尾崎 彰春（おざき あきはる、1930年〈昭和5年〉6月6日 - 2019年12月3日）は、日本のヤクザ。指定暴力団六代目山口組顧問、心腹会初代会長。 本名は『尾崎昭治』。

## 来歴
昭和5年（1930年）6月6日生まれ。
1950年に、神戸市新開地の稲荷市場にある下宿屋に下宿する。この下宿屋は元々「蛸文」という魚屋であり、その主は三代目山口組田岡一雄組長の舎弟・中坂文八であった。この下宿屋には、他にも山本健一や、前田豪、益田佳於、益田啓助（益田佳於の兄）、大平一雄など、後に山口組の中核を担うことになる人物が多く下宿していた。
そして、山本健一なども出入りしていた安原会に出入りし、ヤクザの世界で本格的に活動するようになる1953年には、山本健一、山口組若衆・清水光重、益田佳於の3人とともに鶴田浩二襲撃事件を引き起こしたほか、その翌1954年には山口組と谷崎組の抗争事件に絡んで逮捕されている。その後も、1957年の山口組による小松島抗争への介入の際には、指揮官であった地道行雄などと共に小松島に乗り込むなど、活動を続けた。
転機となったのは1964年の「暴力取締対策要綱」策定であった。この「暴力取締対策要綱」に基づき、警視庁は同年2月、「組織暴力犯罪取締本部」を設置し、暴力団全国一斉取締り（第一次頂上作戦）を開始した。このころ尾崎は安原会の副会長を務めていたが、第一次頂上作戦開始からおよそ4年後の1967年、会長の安原政雄が頂上作戦の影響などもあってヤクザから引退し、同時に安原会を解散してしまった。これを受けて尾崎は安原会の解散反対派を集めて同月に新組織・心腹会を結成した。この名称は、安原組がかつて使った名称から取ったとされる。
心腹会結成後は、結成からおよそ1年後の1968年11月に、田岡一雄・三代目山口組組長から盃を受け、田岡の若衆となった。これにより山口組の直参に昇格し、長きに渡り山口組の主要なメンバーとなった。
1981年に田岡組長が死去し、さらにはその翌1982年に四代目組長と目されていた山本健一も死去したことをきっかけに山口組四代目跡目問題が浮上したが、尾崎はこの跡目問題の際には、最終的に竹中正久を次期組長に推す勢力の支持に回った。そして竹中の四代目組長襲名にあたって、竹中の舎弟に直った。

### 山口組五代目跡目問題巡る動き
山一抗争が終結しつつあった1988年6月頃、竹中正久の死去後空席となっていた組長を決めるにあたって浮上した山口組五代目跡目問題の際には、五代目組長に四代目山口組若頭の渡辺芳則を推す勢力に属し、渡辺の五代目就任に向けて尽力。尾崎の尽力などもあり、渡辺は翌1989年に五代目組長に就任した。
この渡辺の五代目組長就任をめぐっては、山一抗争の終結問題などで山口組執行部との対立を深めており、渡辺の五代目組長就任にも否定的な反応を見せていた竹中武・竹中組組長の処遇が問題となった。この時、岸本才三らが竹中武の連れ戻しを目指して動いており、当時若頭だった渡辺芳則も当初は岸本の考えに同意していたが、宅見勝・山口組若頭補佐は連れ戻しに反対していた。尾崎は、反対派である宅見の依頼を受けて岸本を説得し、竹中武の連れ戻しを断念させた。岸本が断念したこともあり、当初は連れ戻し方針に同意していた渡辺も一転して宅見の考えに同調し、竹中武の連れ戻しは白紙とされた。
渡辺の五代目組長就任から約1ヶ月後の1989年5月18日、山口組総本家で組長代替わりに伴う盃直しが行われ、舎弟24人、若衆45人が参加した。加えてこの盃直しの際には、尾崎の実子で尾崎組組長を務める尾崎勝彦ら4人が新たに直参に昇格した。しかしその一方で、竹中武、二代目森川組・矢嶋長次組長、牛尾組・牛尾洋二組長、森唯組・森田唯友紀組長は欠席した。
同年5月27日には五代目山口組の新体制が発表された。新人事は若頭に就任した宅見勝の意向が強く反映されたものとなり、一方で、竹中武は若頭補佐から外された。
このような状況下で、竹中武はその後同調する者と共に同年6月5日付で山口組を脱退し、山竹抗争の勃発へとつながってゆくこととなる。

### 晩年
田岡・三代目から司忍・六代目まで古参幹部として仕えたが、主要な役職に就くことはなかった。2011年に引退し、2019年に死去。心腹会二代目を実子の尾崎勝彦が自らの尾崎組と統合する形で継いだ。